# Na vlnách Orinoka
Na vlnách Orinoka (1898, Le superbe Orénoque) je dobrodružný román francouzského spisovatele Julesa Verna z jeho cyklu Podivuhodné cesty (Les Voyages extraordinaires).

## Obsah románu
V knize Verne popisuje dobrodružnou cestu tří učenců lodí po řece Orinoko, kteří se rozhodli tímto způsobem rozhodnout svůj vědecký spor o umístění pramenů tohoto venezuelského veletoku. Brzy se k nim připojí dva Francouzi, seržant Martial se svým mladým synovcem Jeanem, kteří podnikají stejnou cestu, neboť na horním toku řeky pátrají po Jeanovu otci, nezvěstném plukovníkovi Kermorovi. Ten před lety opustil svůj domov, když se domníval, že při lodním neštěstí ztratil nejen svou ženu, ale i své dítě. Čtenář brzy zjistí, že Jean je ve skutečnosti převlečená dívka Jeanne, plukovníkova dcera, která se vydává za chlapce, aby pro ní osobně byla cesta do divočiny bezpečnější. Příběh poskytuje autorovi hojné příležitosti k popisu nádherné přírodní scenérie, bídy indiánského obyvatelstva i řádění bílých dobrodruhů. Z nich nejhorší je španělský zloduch Jorres, který chce přepadnout a vyvraždit vzkvétající misii otce Esperanteho, což ovšem není nikdo jiný než nezvěstný plukovník.

## Ilustrace
Knihu Na vlnách Orinoka ilustroval George Roux.

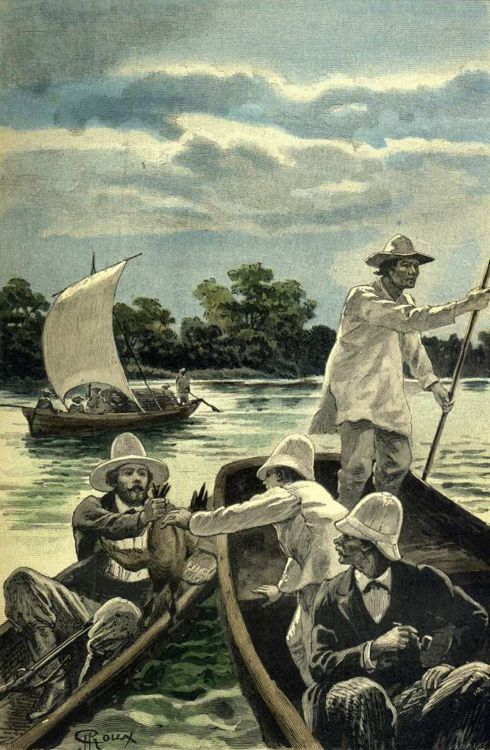
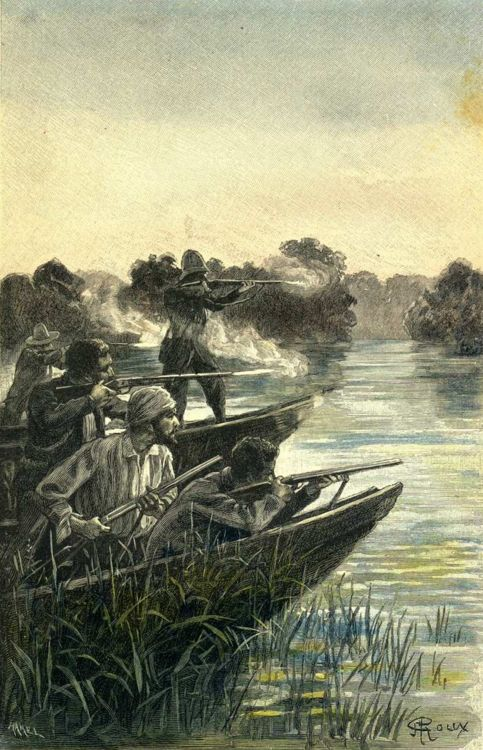
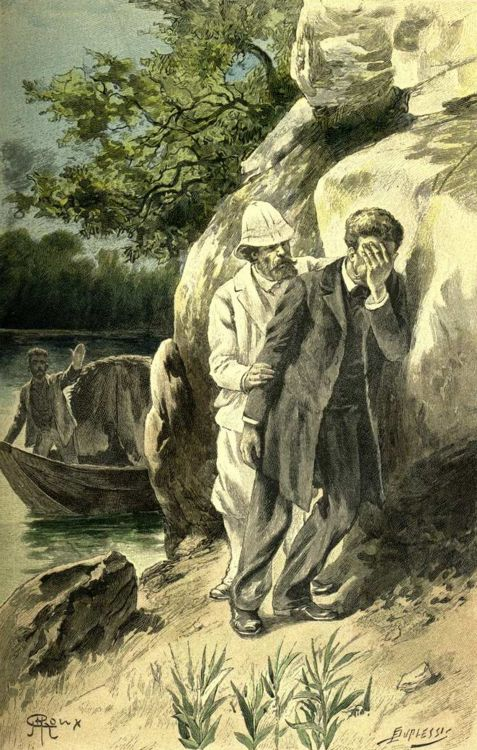
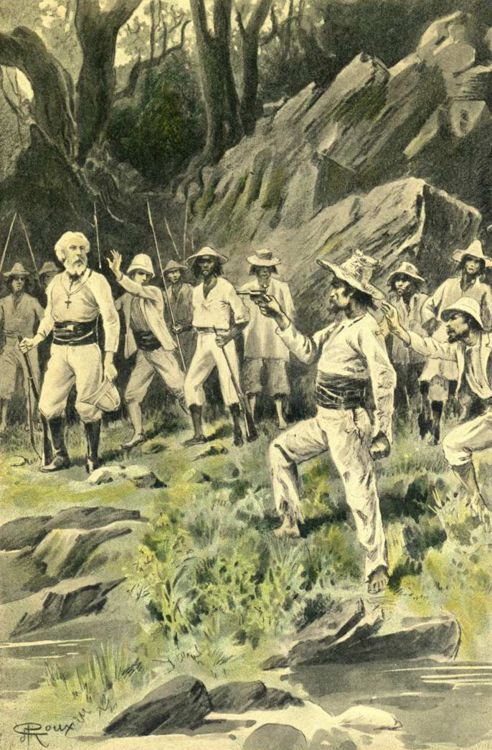

## Česká vydání
- Na vlnách Orinoka, Josef R. Vilímek, Praha 1906, přeložil Josef V. Sterzinger,
- Nádherný Orinoko, Eduard Beaufort, Praha 1913, přeložil Vítězslav Unzeitig, dva svazky, znovu 1922.
- Na vlnách Orinoka, Josef R. Vilímek, Praha 1925, přeložil Josef V. Sterzinger,
- Na vlnách Orinoka, SNDK, Praha 1959, přeložil Zdeněk Hobzík,
- Na vlnách Orinoka, Návrat, Brno 1997, přeložil Josef V. Sterzinger a znovu 2019
- Na vlnách Orinoka, Omega, Praha 2018, přeložil Josef V. Sterzinger.
- Na vlnách Orinoka, Nakladatelství Josef Vybíral, Žalkovice 2023, přeložil Josef V. Sterzinger.
- Na vlnách Orinoka, Blinkr, Praha 2023, přeložil Josef V. Sterzinger, překlad upravil Felix Boom.